# Nikola Malešević
Nikola Malešević (in serbo Никола Малешевић?; Užice, 25 agosto 1989) è un cestista serbo.
È il fratello maggiore della pallavolista Tijana Malešević.

## Carriera
Con la Serbia ha disputato i Giochi del Mediterraneo di Mersin 2013.